# فروغ‌ماهی قلمی
فروغ‌ماهی قلمی (نام علمی: Vinciguerria attenuata) نام یک گونه از سرده وینچیگوئرا است.